# Patrik Carlgren
Patrik Ulf Anders Carlgren (ur. 8 stycznia 1992 w Falun) – szwedzki piłkarz grający na pozycji bramkarza w Randers FC.

## Kariera klubowa
Carlgren jest wychowankiem klubu Samuelsdals IF. W latach 2010–2011 był zawodnikiem Falu FK, a w latach 2012-2013 grał w IK Brage. W lipcu 2013 podpisał trzyletni kontrakt z AIK Fotboll. Po wygaśnięciu z końcem 2016 roku kontraktu z klubem, opuścił go. W lutym 2017 podpisał kontrakt do końca sezonu z FC Nordsjælland. W lipcu 2017 podpisał dwuletni kontrakt z możliwością przedłużenia o rok z Konyasporem. W lipcu 2018 podpisał trzyletni kontrakt z Randers FC.

## Kariera reprezentacyjna
Wraz z kadrą do lat 21 zdobył w 2015 mistrzostwo Europy U-21, broniąc w finałowym meczu z Portugalią dwa rzuty karne w serii "jedenastek" oraz zostając zawodnikiem spotkania. W seniorskiej kadrze zadebiutował 10 stycznia 2016 w wygranym 3:0 meczu z Finlandią. 11 maja 2016 znalazł się w grupie 23 piłkarzy powołanych na Euro 2016.

## Życie osobiste
Jest synem Ulfa i Susanne. Jego rodzice rozwiedli się, gdy miał cztery lata. Ma trzech braci: Jonasa, Mattiasa i Daniela, a także dwójkę przyrodniego rodzeństwa: Lindę i Linusa. Jego bracia Mattias i Daniel uprawiają unihokej. Tę dyscyplinę trenował wraz z braćmi do piętnastego roku życia.